# 迈塞尔·尤伊伯
迈塞尔·尤伊伯（1992年12月27日—）是一名爱沙尼亚十项全能运动员。尤伊伯在2019年世界田径锦标赛上以8604分的个人最好成绩赢得了银牌。他于2017年和巴哈马田径选手肖娜·米勒结婚。